# 평일초등학교
평일초등학교는 대한민국 경기도 평택시에 있는 공립 초등학교이다.

## 연혁
- 1981년 2월 4일 설립 인가
- 1981년 12월 20일 16교실 신축 준공
- 1982년 2월 4일 평일국민학교 설립 인가
- 1982년 3월 5일 낙성 및 개교식 거행
- 1985년 2월 18일 제1회 졸업식
- 1985년 3월 1일 병설유치원 개원
- 1989년 9월 1일 후관 12개 교실 신축
- 1992년 3월 1일 합정초등학교 분리
- 1995년 3월 1일 덕동초등학교 분리
- 1996년 3월 1일 평일초등학교로 개칭
- 1997년 3월 1일 소사벌초등학교 분리
- 2000년 3월 1일 경기도교육청 지정 열린교육 시범학교 운영
- 2003년 3월 1일 교육부지정 한국교원대학교 교육실습 대용학교 지정
- 2003년 10월 30일 후관 4층 7교실 증축
- 2015년 2월 13일 제31회 졸업식(누계 9,000명)
- 2015년 3월 1일 제10대 이종석 교장 부임
- 2015년 3월 1일 27학급 편성(특수학급 1 포함)